# Хэшан Махаяна
Хэшан Махаяна (тиб. Хва-шан Маха-ян; кит. Хэшан Мохэянь(和尚摩訶衍)). Возглавлял диспут китайских буддистов против Камалашилы. Этот диспут и состоялся в монастыре Самье (точная дата его неизвестна, условной датой проведения диспута можно считать 790 г.). 
По тибетским источникам, диспут закончился полной победой Камалашилы (что привело даже к самоубийствам среди сторонников Хэшана Махаяны), после чего царь запретил проповедь китайского буддизма и Тибет окончательно и бесповоротно обратился к классическим индийским образцам. 
Позиция Хэшана Махаяны подробно описана в статье Дискуссия в Самье